# Heroes Are Calling
Heroes Are Calling è un singolo del gruppo musicale svedese Smash Into Pieces, pubblicato il 2 marzo 2024.

## Descrizione
Con Heroes Are Calling il gruppo ha preso parte a Melodifestivalen 2024, la competizione canora svedese utilizzata come processo di selezione per l'Eurovision Song Contest. Essendo risultati i più votati dal pubblico fra i sei partecipanti alla sua semifinale, hanno avuto accesso diretto alla finale, dove si sono piazzati al 3º posto su 12 partecipanti con 90 punti totalizzati.

## Tracce
Testi e musiche di Andreas "Giri" Lindbergh, Benjamin Jennebo, Chris Adam Hedman Sörbye, Jimmy "Joker" Thörnfeldt, Joy Deb, Linnea Deb e Per Bergquist.
1. Heroes Are Calling – 2:59

## Classifiche

### Classifiche settimanali
| Classifica (2024) | Posizione massima |
| ----------------- | ----------------- |
| Svezia            | 4                 |